# Karl Koller
Karl Koller (Sušice, 3 dicembre 1857 – New York, 21 marzo 1944) è stato un oculista austriaco. Eseguì nel 1884 la prima anestesia locale facendo uso della cocaina.

## Biografia

### Formazione a Vienna

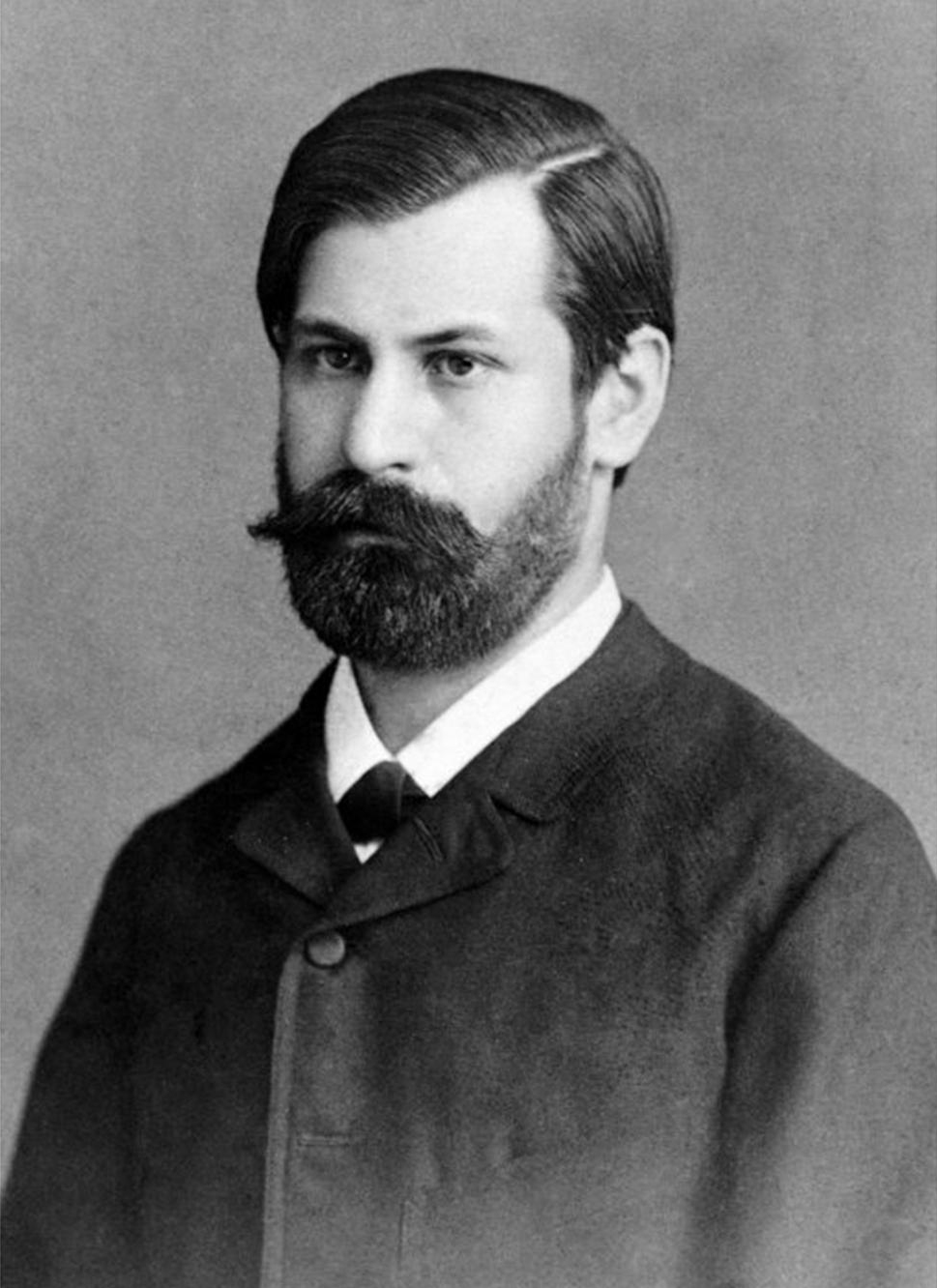
Freud nel 1885

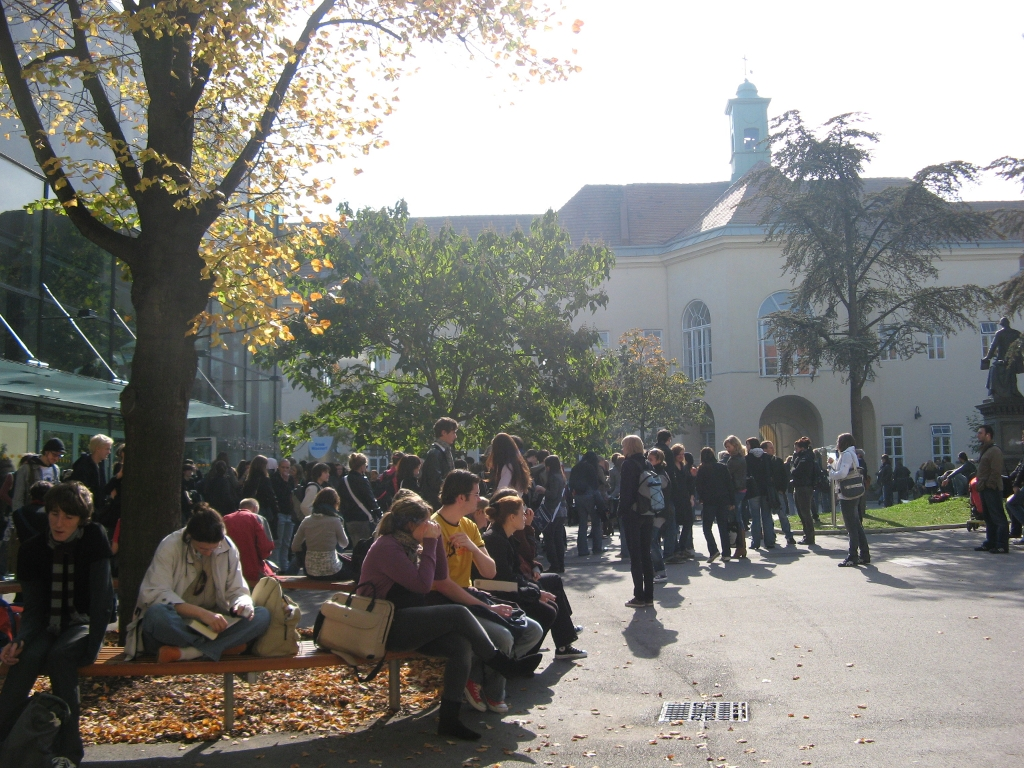
Studenti all'Università di Vienna "Hörsaalzentrum Hof 2"

Karl Koller nacque il 3 dicembre 1857 a Sušice (Schüttenhofen) in Boemia, l'attuale Repubblica Ceca. Egli incominciò la sua carriera medica come chirurgo nell'ospedale di Vienna in cui fu collega di Sigmund Freud, per poi continuare la sua carriera come oculista.
Koller introdusse la cocaina come anestetico locale per la chirurgia oculare. Prima di questa scoperta egli aveva provato soluzioni come idrato di cloralio e morfina come anestetici, negli occhi degli animali di laboratorio, ma senza successo.
Freud era pienamente consapevole delle proprietà antidolorifiche della cocaina, tant'è vero che nel luglio del 1884 pubblicò un'estesa monografia sulla cocaina e sui suoi effetti sistemici e invitò il suo giovane collega a farne uso come anestetico nei suoi esperimenti.

### La grande scoperta
Prima della scoperta di Koller l'esecuzione della chirurgia oculare era molto difficile perché i movimenti involontari riflessi dell'occhio erano sensibili ai minimi stimoli. Pertanto la scoperta venne subito accolta dalla comunità medica e a Koller furono attribuiti numerosi riconoscimenti in merito: nel 1922 venne onorato dall'American Ophthalmological Society come primo destinatario del Lucien Howe Medal, premio assegnato ai medici in riconoscimento di risultati eccezionali nel campo oftalmologico, e nel 1930 venne onorato dall'Associazione Medica di Vienna. Per la sua associazione con la cocaina Koller fu soprannominato "Coca Koller". Nonostante le numerose richieste da parte della comunità scientifica di scrivere un'autobiografia per essere riconosciuto a posteriori, Koller si rifiutò e non ne scrisse mai una. Nel 1887 dopo aver vissuto in Francia, Paesi Bassi e Inghilterra a causa delle pressioni antisemite si trasferì a New York dietro suggerimento di Freud con cui era rimasto in corrispondenza epistolare. Qui morì nel 1944.

## La prima anestesia locale

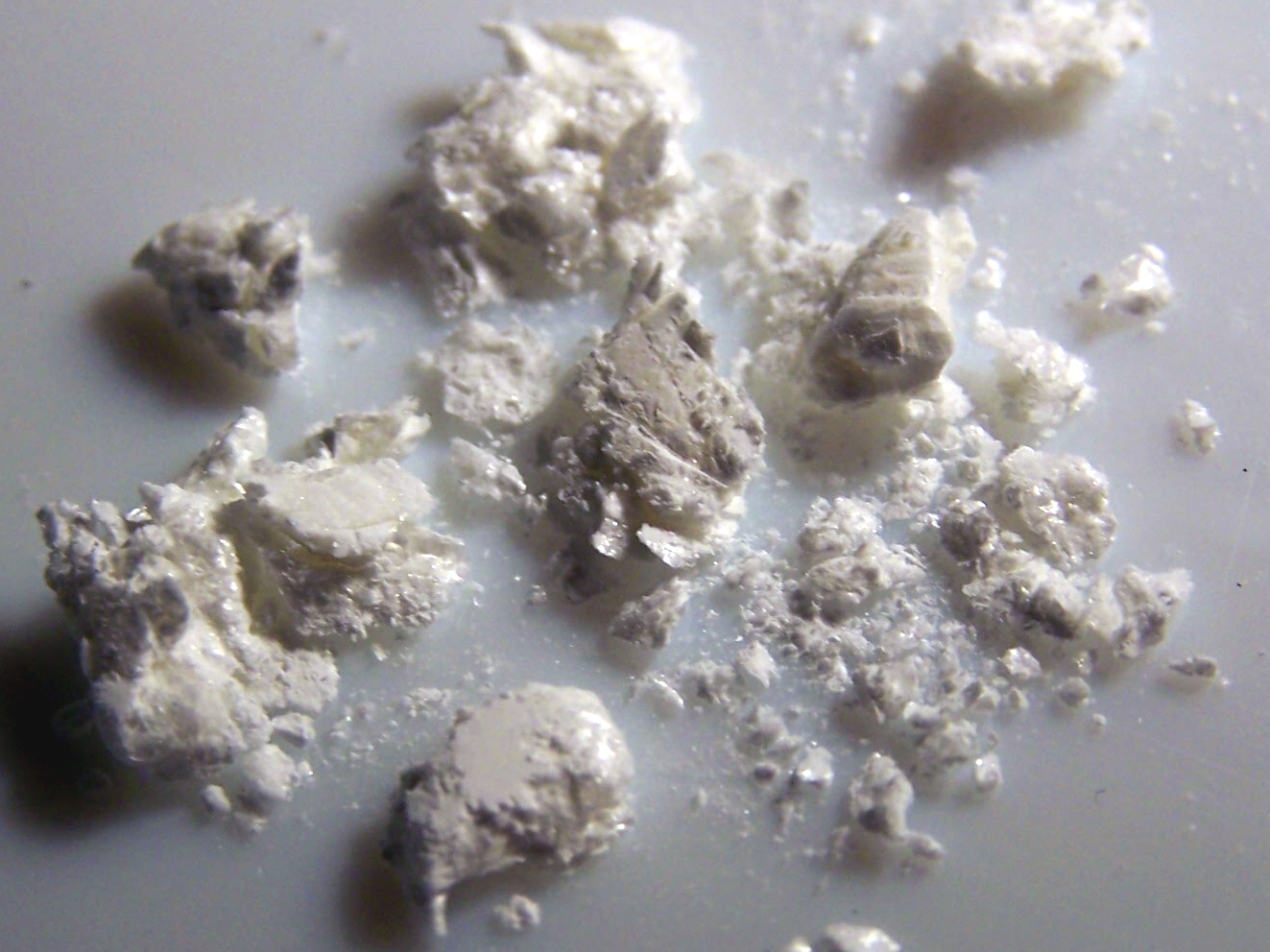
Polvere di cocaina

Nell'agosto del 1884 Freud dovette assentarsi per raggiungere la fidanzata fuori città e lasciò il giovane medico con i suoi esperimenti con la cocaina. Koller, che voleva intraprendere la carriera oculistica, si dedicò per tutta l'estate alla sperimentazione e constatò che l'applicazione della cocaina su una parte della lingua produceva un effetto desensibilizzante locale. Intuì quindi che aveva tra le mani l'anestetico locale tanto ricercato nella pratica oftalmologica da utilizzare sull'occhio. A quel tempo, infatti, l'unico metodo conosciuto per determinare una blanda insensibilità superficiale di quest'organo era la sola applicazione di neve o ghiaccio sulla congiuntiva. "Spero proprio e mi aspetto che la polvere che ho in tasca possa anestetizzare l'occhio!" disse Koller al suo collaboratore Gustav Gärtner. Così Koller, insieme con Gärtner, sciolse un po' di cocaina con acqua distillata e applicò la soluzione in uno degli occhi di una rana, presa come cavia per l'esperimento. I due giovani medici controllarono a intervalli regolari il riflesso corneale e la conseguente reazione motoria di protezione di entrambi gli occhi dell'anfibio. Per circa un minuto non accadde niente e l'ansia crebbe, ma la manovra di stimolazione venne ripetuta comunque. A un tratto la stimolazione corneale dell'occhio trattato con la soluzione di cocaina non riuscì a produrre più nessuna reazione difensiva mentre la stimolazione dell'altro occhio non trattato con la soluzione evocò la normale reazione riflessa. Le stimolazioni vennero ripetute più volte e le cose non cambiarono. La rana osservava immobile gli sperimentatori che pungevano e graffiavano la sua cornea. Non c'era più alcun dubbio. Fu la prima anestesia locale effettuata sulla superficie oculare, nonché prima anestesia locale di tutti i tempi.

## Esperienze successive
Gli esperimenti furono ripetuti su di un coniglio, un cane e altri animali con analoghi risultati. La svolta successiva, però, avvenne quando effettuarono una prova dell'anestetico sull'uomo: Koller instillò una goccia di soluzione sull'occhio del collega e Gärtner fece la stessa operazione su Koller. Poco dopo toccando l'uno la cornea dell'altro poterono testimoniare al mondo la riuscita della prima anestesia locale effettuata sull'uomo. Il 15 settembre del 1884, in occasione del congresso della società tedesca di oftalmologia, tenuto a Heidelberg, Joseph Brettauer (1835-1905), un oculista di Trieste presentò la comunicazione scientifica relativa a questa importantissima scoperta, per conto di Karl Koller che per motivi economici non poté essere presente. Solo un mese dopo il congresso lo stesso Koller presentò il suo lavoro a Vienna presso la locale società medica.

## Diffusione internazionale

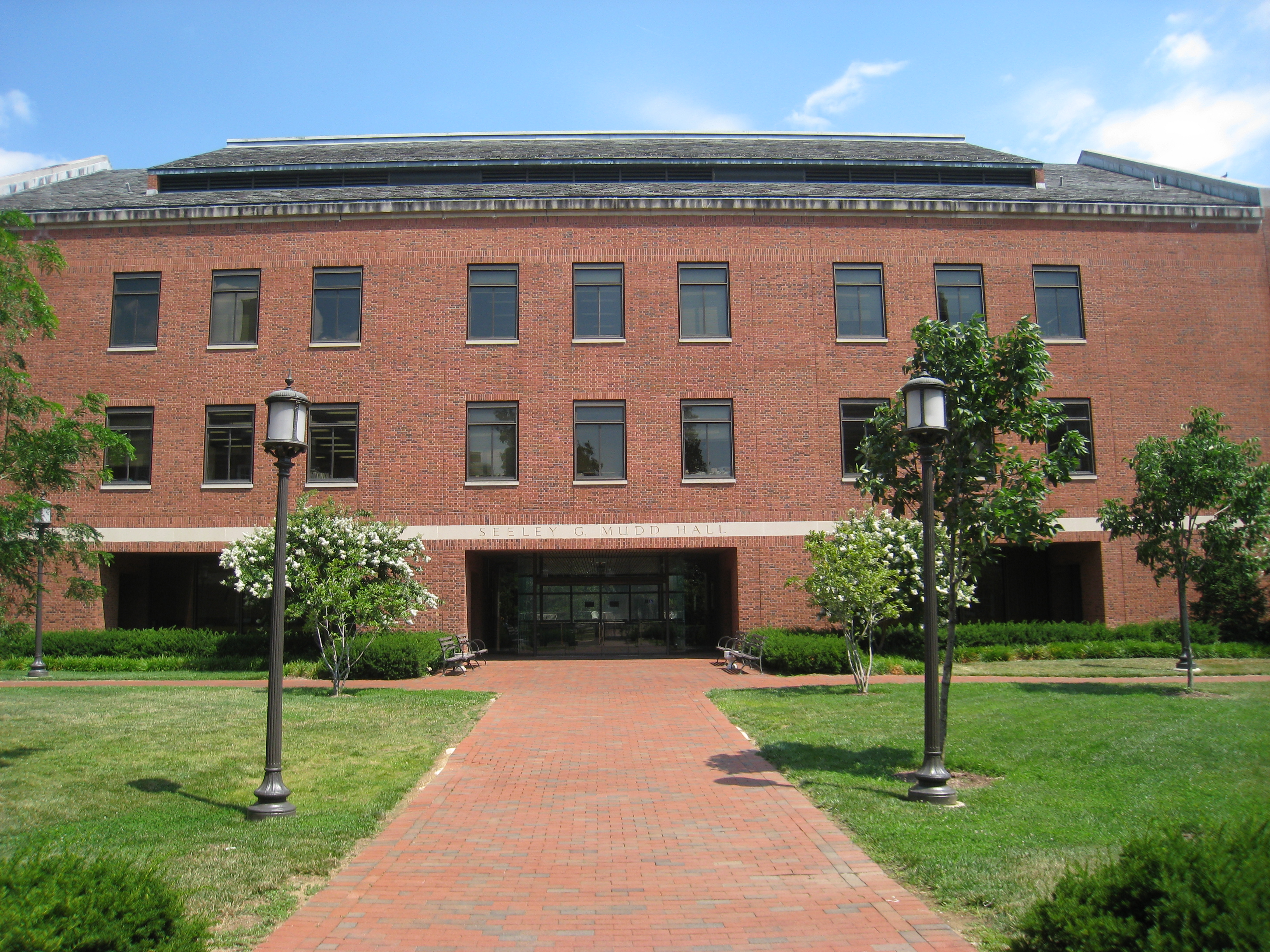
Johns Hopkins University, Baltimora

La scoperta di Koller in pochissimo tempo diventò di dominio mondiale: le applicazioni cliniche furono immediate e sorprendenti. Ben presto la comunità scientifica statunitense si interessò alla scoperta e per mesi riviste mediche riportarono un gran numero di commenti e osservazioni. Rapidamente seguirono segnalazioni dell'uso della cocaina come anestetico locale in odontoiatria e in chirurgia generale da parte del chirurgo William Stewart Halsted della celebre Johns Hopkins University. Nel 1887 Koller si trasferì in America per sfuggire all'antisemitismo che si faceva sentire con forza in quegli anni soprattutto a Vienna. La comunità scientifica statunitense, che stava per diventare il nuovo centro di propulsione della medicina, apprezzò in modo particolare la carriera di oftalmologo di Koller e la sua scoperta. Divenne subito uno stimato professionista presso il Mount Sinai Hospital dove prestò servizio fino alla morte. Koller con i suoi studi si guadagnò successo e fama, nonché gli onori dalle maggiori società di oftalmologia e anestesia che lo considerarono un benefattore dell'umanità.